# Bartek (album)
Bartek – ósmy album studyjny polskiego rapera Małacha. Wydawnictwo ukazało się 5 czerwca 2020 nakładem wytwórni muzycznej Sony Music Entertainment Poland.
Album jest utrzymany w stylu muzyki hip-hop. Składa się z wersji standardowej (1 CD).
Płyta dotarła do 2. miejsca polskiej listy sprzedaży – OLiS. Wydawnictwo uzyskało status złotej płyty, przekraczając liczbę 15 tysięcy sprzedanych kopii.

## Lista utworów
Opracowano na podstawie materiału źródłowego.
| Bartek – Wersja standardowa | Bartek – Wersja standardowa | Bartek – Wersja standardowa |
| Nr                          | Tytuł utworu                | Długość                     |
| --------------------------- | --------------------------- | --------------------------- |
| 1.                          | „Bartek”                    | 3:49                        |
| 2.                          | „Detoks”                    | 3:09                        |
| 3.                          | „Idę”                       | 4:26                        |
| 4.                          | „Postęp”                    | 2:37                        |
| 5.                          | „Sens”                      | 5:04                        |
| 6.                          | „Wrrr”                      | 3:09                        |
| 7.                          | „Nie siadam”                | 3:05                        |
| 8.                          | „Flashback”                 | 2:36                        |
| 9.                          | „Rozsądek”                  | 3:20                        |
| 10.                         | „Z perspektywy taty”        | 3:48                        |
| 11.                         | „Trapy”                     | 3:17                        |
| 12.                         | „Tytani pracy”              | 4:23                        |
| 13.                         | „Wielkie rzeczy”            | 4:46                        |
| 14.                         | „Co dalej”                  | 3:58                        |
|                             |                             | 51:27                       |

## Pozycja na liście sprzedaży

### Pozycja na liście tygodniowej
| Kraj   | Lista (2020)  | Najwyższa pozycja |
| ------ | ------------- | ----------------- |
| Polska | OLiS – albumy | 2                 |

## Certyfikaty
| Kraj          | Certyfikat  | Sprzedaż |
| ------------- | ----------- | -------- |
| Polska (ZPAV) | złota płyta | 15 000+  |